# Mats Valk
Mats Valk (4 maggio 1996) è uno speedcuber olandese.

## Biografia
È stato il detentore del record mondiale per il tempo singolo nella risoluzione del cubo 3x3x3, che ha completato in 4.74 secondi al Jawa Timur Open nel novembre 2016, battendo così il vecchio record di 4.904 secondi detenuto da Lucas Etter dal 21 novembre 2015. È stato poi battuto al POPS Open 2016 da Feliks Zemdegs di solo 1 centesimo, con il tempo di 4.73. In precedenza deteneva sempre il record del mondo (5.55), battendo il 5.66 di Feliks Zemdegs per poi essere battuto da Collin Burns con il tempo di 5.25
Nel 2011 ha stabilito i record mondiali (singolo e media) per il cubo 4x4x4, per il quale deteneva ancora, fino ad agosto 2014, il record europeo, poi battuto (sia media che singolo) da Sebastian Weyer con un tempo di 21.97 (singolo) e 26.03 (media).
Mats Valk ha collaborato con la compagnia cinese QiYi MoFangGe per sviluppare e produrre la propria marca di cubi da speedcubing, The Valk, secondo le proprie necessità e specifiche. La struttura del meccanismo e le prestazioni del cubo devono essere approvate dallo stesso Mats prima che il cubo possa essere mandato in produzione e venduto, affinché il brand The Valk mantenga degli standard qualitativi sempre alti.
Il primo cubo della serie The Valk a essere prodotto è stato il Valk3, distribuito il 15 agosto 2016. Le dimensioni del cubo (5,55 cm per ogni lato) sono un omaggio al tempo di 5.55 secondi con cui Mats aveva stabilito il record del mondo ai Zonhoven Open 2013. Mats Valk ha in seguito stabilito l'allora record del mondo di 4.74 secondi ai Jawa Timur Open 2016 utilizzando una versione magnetizzata del proprio cubo, sviluppata da TheCubicle, nota come Cubicle Valk3 M.